# Fridolin Rothermel
Fridolin Rothermel (* 26. November 1895 in Oberrohr; † 6. Oktober 1955 in St. Dizier, Frankreich) war ein bayerischer Agrarpolitiker.

## Leben
Rothermel stammte aus einer schwäbischen Bauernfamilie. Nach dem Kriegsdienst 1914/1918 studierte er Volkswirtschaft in München. Das Studium beendete er 1921 mit einer Promotion über „Die Ursberger Wohltätigkeits-Anstalten“. 1928 schloss er sich dem Christlichen Bauernverein unter Georg Heim an. Als Vertreter der Bayerischen Volkspartei war er von 1932 bis 1933 (6.–8. Wahlperiode) Mitglied des Reichstags, wo er wie alle Abgeordneten der BVP für Hitlers Ermächtigungsgesetz stimmte. 1932/1933 gehörte er auch dem Bayerischen Landtag an. Nach der Machtübernahme Hitlers wurde er 1933 vorübergehend inhaftiert. Daraufhin zog er sich auf seinen Bauernhof bei Ursberg zurück, bis er 1939 erneut zum Kriegsdienst einberufen wurde (Hauptmann d. R.). Nach Kriegsende 1945 wurde er zum Leiter des Ernährungsamts Krumbach bestellt und gründete auf Kreisebene die Christlich-Soziale Union, für die er 1946 in die Verfassunggebende Landesversammlung gewählt wurde. Im selben Jahr wählte man ihn zum Präsidenten des Bayerischen Bauernverbands. Seit Dezember 1947 war er auch Mitglied im Bayerischen Senat. Ab 1954 war er mit Edmund Rehwinkel und Bernhard Bauknecht Teil des dreiköpfigen geschäftsführenden Präsidentenkollegiums des Deutschen Bauernverbands. Während einer Dienstreise nach Paris wurde er Opfer eines Verkehrsunfalls und starb am 6. Oktober 1955 in St. Dizier in Frankreich.